# مرقد السيد علي الزكي
مرقد السيد علي الزكي هو مرقد ومزار يقع في ناحية الكحلاء، التابعة لمحافظة ميسان جنوب العراق، يضم قبر السيد علي بن الحسن بن علي العلوي الهاشمي، المعروف بالسيد علي الزكي.

## نسبه

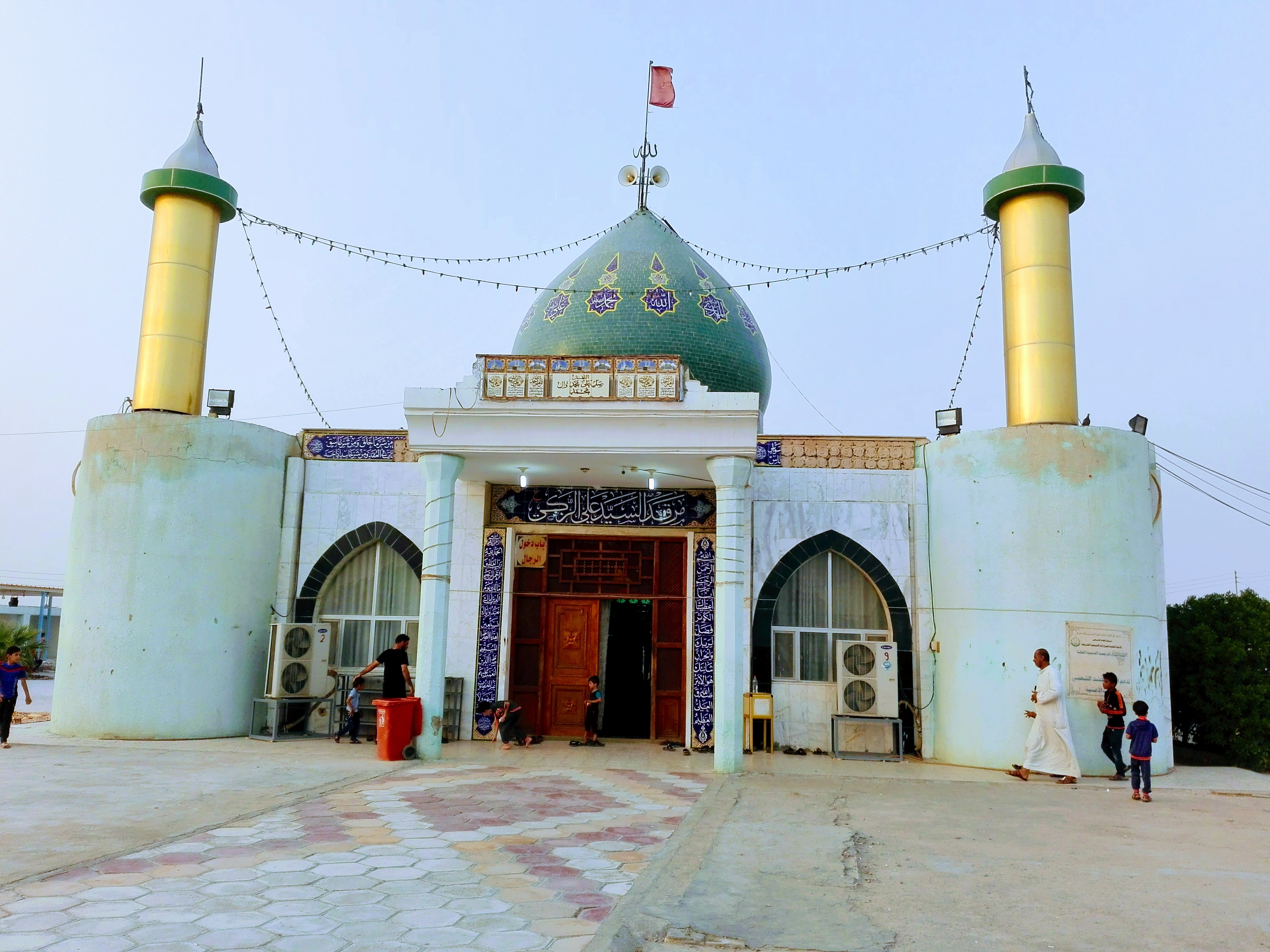
مرقد علي الزكي من الخارج

هو علي بن الحسن بن علي برطلة بن الحسين بن عمر الأكبر بن الحسن الأفطس بن علي الأصغر بن علي زين العابدين بن الحسين بن علي بن علي ابن أبي طالب، العلويّ، الهاشميّ، القرشيّ
أولاده: أَعْقَبَ أربعة هم: الحسن وإسماعيل وعلي والعباس
المعلومات عنه يسيرة وضنينة جدًا غير أن المؤرخين يذكرون أنه كان نقيب البطائح جنوب العراق وكان عالمًا، فاضلًا، تقيًا، زكيًّا، صوّامًا، قوّامًا، مِن أعلام القرن الرابع الهجري

## موقع ومعالم المرقد
يقع المرقد في الجهة اليسرى من ناحية الكحلاء وتحديدًا في بداية المدخل الرئيسي منها وتبعد عن الطريق الرئيس نحو 200 مترًا، وهناك مقبرة قديمة تقع على يسار المرقد
الأمين الخاص للمزارهو الشيخ جبار زوير 

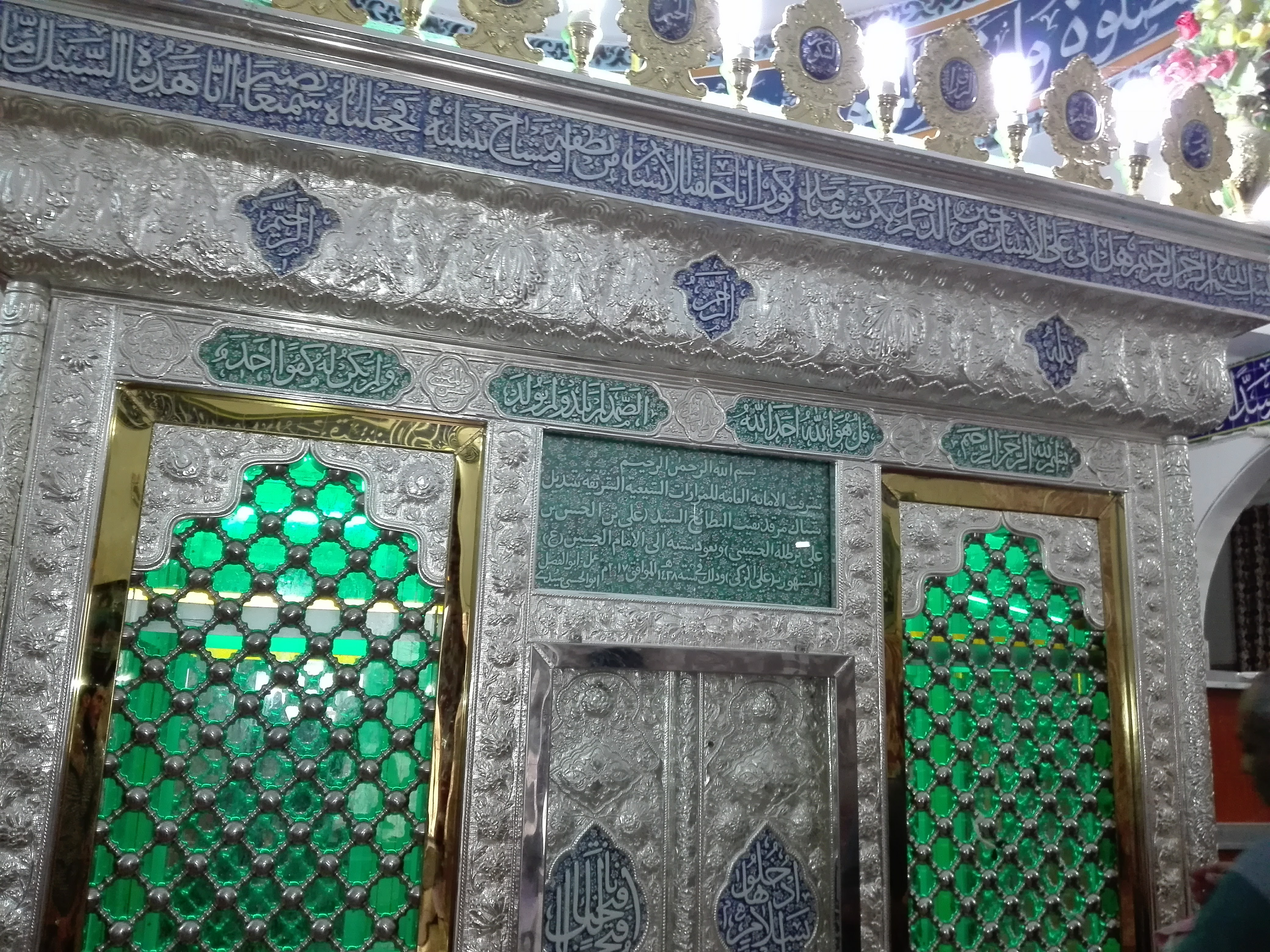
مرقد السيّد علي الزكيّ

## إعادة إعمار المرقد
جرت في سنة 2017م عمليات ترميم وإصلاحات بالمرقد وقد وضعت خطة لإعادة الإعمار والتوسعة، فقد تمت صناعة شباك الضريح في باكستان وإيران ودخلت في تصنيعه عدة مواد منها النحاس والفضة والذهب إضافة إلى الخشب الزان ويتميز الشباك بأرتفاع 2.75 متر وطول 2.65 متر وعرض 1.80 متر

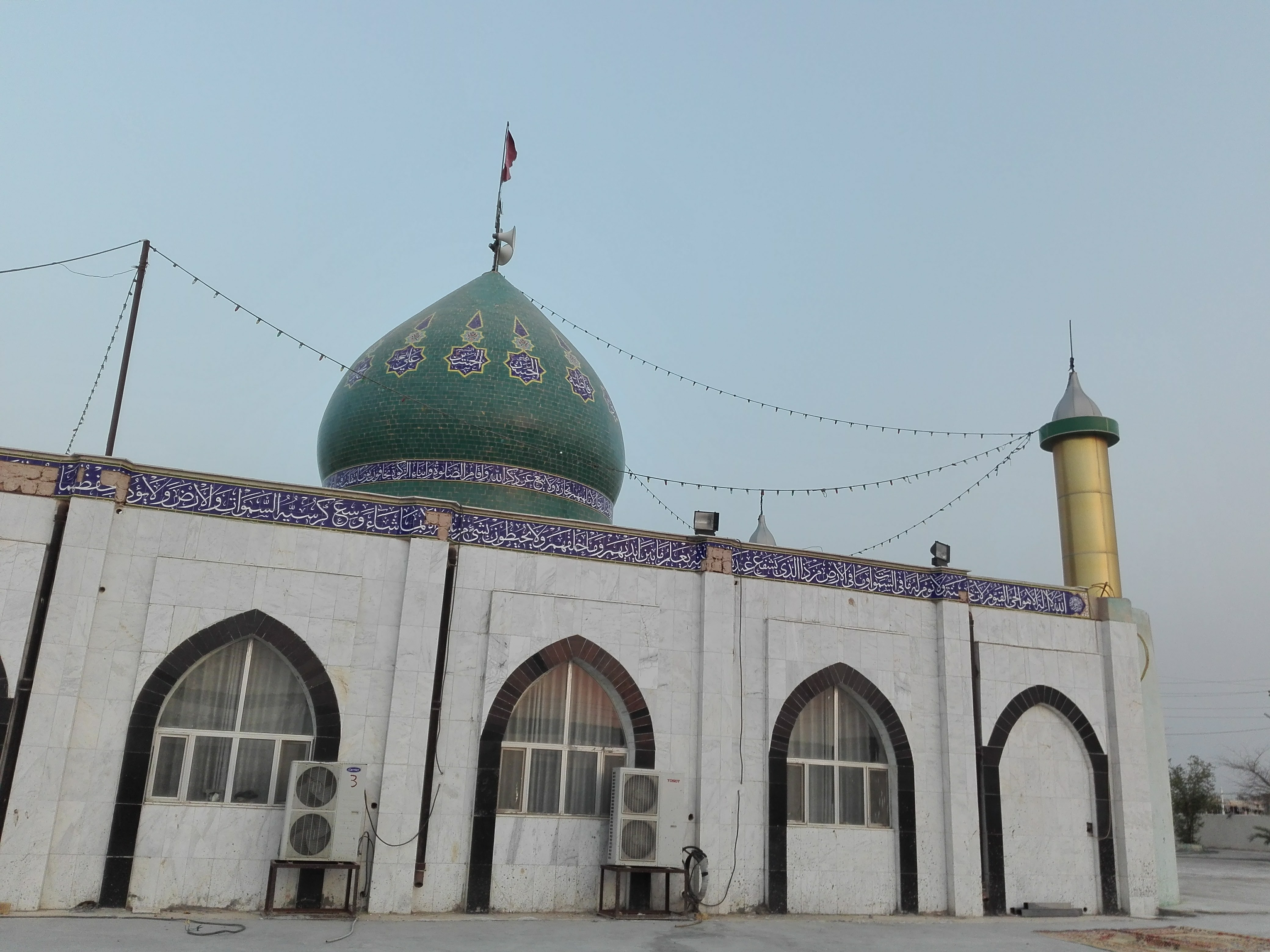

## صور

الضريح

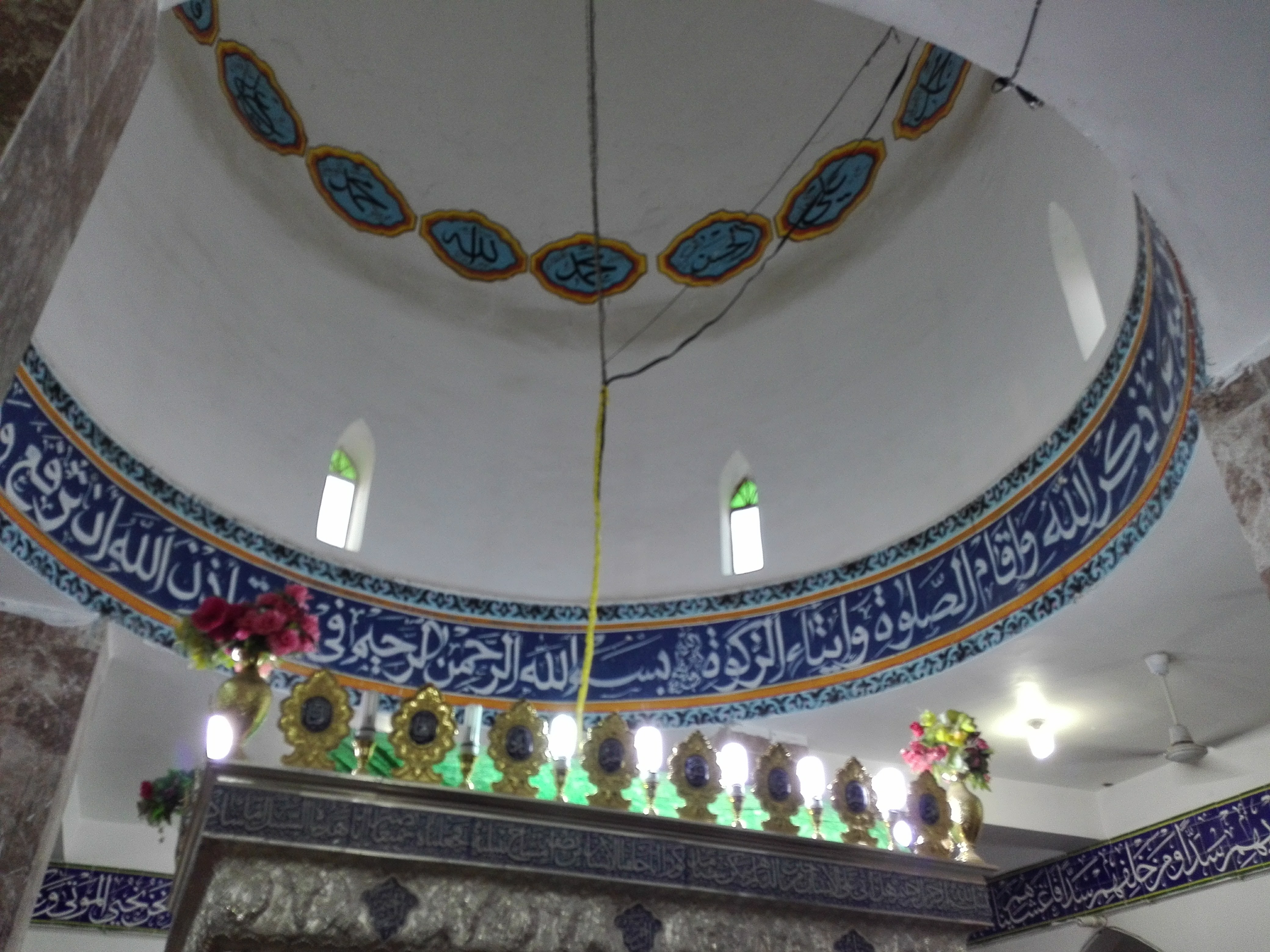